# Димелштат
Димелштат (њем. Diemelstadt) град је у њемачкој савезној држави Хесен. Једно је од 22 општинска средишта округа Валдек-Франкенберг. Према процјени из 2010. у граду је живјело 5.440 становника. Посједује регионалну шифру (AGS) 6635008.

## Географски и демографски подаци
Димелштат се налази у савезној држави Хесен у округу Валдек-Франкенберг. Град се налази на надморској висини од 304 метра. Површина општине износи 82,6 km². У самом граду је, према процјени из 2010. године, живјело 5.440 становника. Просјечна густина становништва износи 66 становника/km².